# Elizabeth Simmonds
Elizabeth Simmonds (* 22. Januar 1991 in Beverley, England) ist eine britische Rückenschwimmerin.

## Werdegang
Simmonds vertrat das Vereinigte Königreich über 100 und 200 m Rücken bei den Olympischen Sommerspielen 2008 in Peking.
Derzeit lebt Simmonds in Beverley.

## Rekorde
| Europarekorde (1)                                          | Europarekorde (1) | Europarekorde (1) | Europarekorde (1) |
| ---------------------------------------------------------- | ----------------- | ----------------- | ----------------- |
| 4 × 100 m Lagen (Kurzbahn) (mit Haywood, Lowe und Halsall) | 03:53,02 min      | 11. April 2008    | Manchester        |
| (Stand: 16. Dezember 2008)                                 |                   |                   |                   |